# Maggie Throup
Margaret Ann Throup, née le 27 janvier 1957 à Shipley, est une femme politique du Parti conservateur britannique.
Ancienne consultante en affaires et sciences biomédicales, elle est députée pour Erewash de 2015 à 2024.

## Jeunesse et carrière
Maggie Throup est née le 27 janvier 1957 à Shipley, West Yorkshire,. Elle fait ses études à la Bradford Girls 'Grammar School. Elle est diplômée de l'Université de Manchester avec un BSc. en biologie. Après avoir obtenu son diplôme, elle travaillr comme scientifique biomédicale à la Calderdale Health Authority pendant sept ans. Pendant son séjour là-bas, elle devient membre de l'Institut des sciences biomédicales spécialisée en hématologie. Elle poursuit ensuite une carrière dans le marketing et les relations publiques à la direction d'une entreprise pharmaceutique puis dirige son propre cabinet de conseil.

## Carrière parlementaire
Elle se présente sans succès pour Colne Valley dans le West Yorkshire aux élections générales de 2005. Elle part à Solihull, dans les West Midlands, où elle se présente sans succès comme candidate conservatrice à la circonscription de Solihull aux Élections générales britanniques de 2010,.
Elle est ensuite sélectionnée comme candidate pour Erewash et est élue députée de la circonscription aux élections générales de 2015 avec 20 636 voix (42,7%) voix et une majorité de 3 584 voix. Au Parlement de 2015-2017, elle fait partie du Health Select Committee et du Scottish Affairs Committee.
Elle soutient le maintien au sein de l'Union européenne lors du référendum sur l'adhésion à l'UE de 2016.
Elle est réélue aux élections générales de 2017 avec 25939 voix (52,1%) et une majorité accrue de 4534 voix. Après l'élection, Throup est réélue au Health Select Committee, mais se retire en février 2018. À la suite du remaniement gouvernemental en janvier 2018, elle est nommée secrétaire parlementaire privé de l'équipe ministérielle du ministère de la Santé et des Affaires sociales.